# Ionuț Gheorghe
Ionuț Gheorghe (n. 29 februarie 1984, Constanța, România) este un pugilist român, laureat cu bronz la Atena 2004.